# Dziennik cwaniaczka (seria książek)
Dziennik cwaniaczka (ang. Diary of a Wimpy Kid) – cykl książek dla młodzieży autorstwa Jeffa Kinneya. Pierwsza część została wydana w 2007 roku. Książki opowiadają historię chłopca, który chodził do gimnazjum i desperacko pragnął zyskać popularność oraz sympatię innych. Jeff Kinney, autor i ilustrator tej opowieści, przedstawił swoje alter ego w postaci tego chłopca.

## Fabuła
Książki opowiadają o życiu nastoletniego chłopca, Grega Heffleya, mieszkającego w Stanach Zjednoczonych. Greg chodzi do gimnazjum i w humorystyczny sposób opowiada o swoim życiu i wydarzeniach szkolnych w prowadzonym przez siebie dzienniku. Najlepszym przyjacielem chłopca jest Rowley Jefferson. Greg ma starszego brata, Rodricka, a także młodszego, Manny’ego.

## Tomy
Cykl składa się z dziewietnastu tomów
1. Dziennik cwaniaczka (Diary of a Wimpy Kid)
2. Rodrick rządzi (Rodrick Rules)
3. Szczyt wszystkiego (The Last Straw)
4. Ubaw po pachy (Dog Days)
5. Przykra prawda (The Ugly Truth)
6. Biała gorączka (Cabin Fever)
7. Trzeci do pary (The Third Wheel)
8. Zezowate szczęście (Hard Luck)
9. Droga przez mękę (The Long Haul)
10. Stara bieda (Old School)
11. Ryzyk-fizyk (Double Down)
12. No to lecimy (The Getaway)
13. Jak po lodzie (The Meltdown)
14. Totalna demolka (Wrecking Ball)
15. Zupełne dno (The Deep End)
16. Krótka piłka (Big Shot)
17. Więcej czadu (Diper Överlöde)
18. Główka pracuje (No Brainer)
19. Niezły klops (Hot Mess)

- Zrób to sam! (The Wimpy Kid Do-It-Yourself Book)
- Dziennik Rowleya. Zapiski chłopca o złotym sercu (Diary of an Awesome Friendly Kid: Rowley Jefferson's Journal)
- Teraz Rowley. Ahoj, przygodo! (Rowley Jefferson's Awesome Friendly Adventure)
- Rowley przedstawia. Strasznie straszne opowieści (Rowley Jefferson's Awesome Friendly Spooky Stories)

## Części dodatkowe
1. The Wimpy Kid Movie Diary
2. Kalendarz szkolny cwaniaczka (Wimpy kid school planner)
3. The Wimpy Kid Movie Diary: The Next Chapter
4. Dziennik Rowleya. Zapiski chłopca o złotym sercu (Diary of an Awesome Friendly Kid: Rowley Jefferson's Journal) [spin-off serii "Dziennik cwaniaczka"]
5. Teraz Rowley. Ahoj, przygodo! (Rowley Jefferson's Awesome Friedly Adventure) [spin-off serii "Dziennik cwaniaczka"]
6. Rowley przedstawia. Strasznie straszne opowieści (Rowley Jefferson's Awesome Friedly Adventure) [spin-off serii "Dziennik cwaniaczka"][2]

## Filmy
Na podstawie serii książek Dziennik cwaniaczka utworzono:
- Dziennik cwaniaczka (2010),
- Dziennik cwaniaczka 2 (2011),
- Dziennik cwaniaczka 3 (2012),
- Dziennik cwaniaczka: Droga przez mękę (2017).
- Dziennik cwaniaczka - animowana wersja (2021)
- Dziennik Cwaniaczka: Rodrick Rządzi -animowana wersja (2022)
- Świąteczny Dziennik Cwaniaczka: Biała Gorączka (2023):)